# Cózar
Cózar és un municipi de la província de Ciudad Real a la comunitat autònoma de Castella-La Manxa.

## Història
En 1274, Gonzalo Ruiz Girón va concedir el Fur de Montiel, on es feia lliurament de Cózar i Alcubillas a Montiel. Segons altres fonts el fet va tenir lloc en 1275, sent Pelayo Pérez, Mestre de l'Orde de Santiago. En 1554, Cózar obté la independència de Montiel després del pagament a la Corona d'1.350.800 maravedins.

## Personatges cèlebres
En Cózar va néixer el famós historiador, etnòleg i missioner dominico en l'Índia fra Gregorio García.